# Moncé-en-Belin
Moncé-en-Belin ist eine französische Gemeinde mit 3699 Einwohnern (Stand: 1. Januar 2022) im Département Sarthe in der Region Pays de la Loire. Moncé-en-Belin gehört zum Arrondissement Le Mans und zum Kanton Écommoy. Ihre Einwohner heißen Moncéen(s).

## Geografie
Moncé-en-Belin liegt etwa zehn Kilometer südlich des Stadtzentrums von Le Mans. Der Fluss Rhonne durchquert die Gemeinde. Umgeben wird Moncé-en-Belin von den Nachbargemeinden Arnage im Norden, Mulsanne im Osten und Nordosten, Laigné-Saint-Gervais im Südosten und Süden, Yvré-le-Pôlin im Südwesten, Guécélard im Westen sowie Spay im Nordwesten.

## Bevölkerungsentwicklung
| Jahr      | 1962 | 1968 | 1975 | 1982 | 1990 | 1999 | 2006 | 2011 |
| Einwohner | 1119 | 1205 | 1688 | 2056 | 2257 | 2463 | 3194 | 3420 |

## Sehenswürdigkeiten

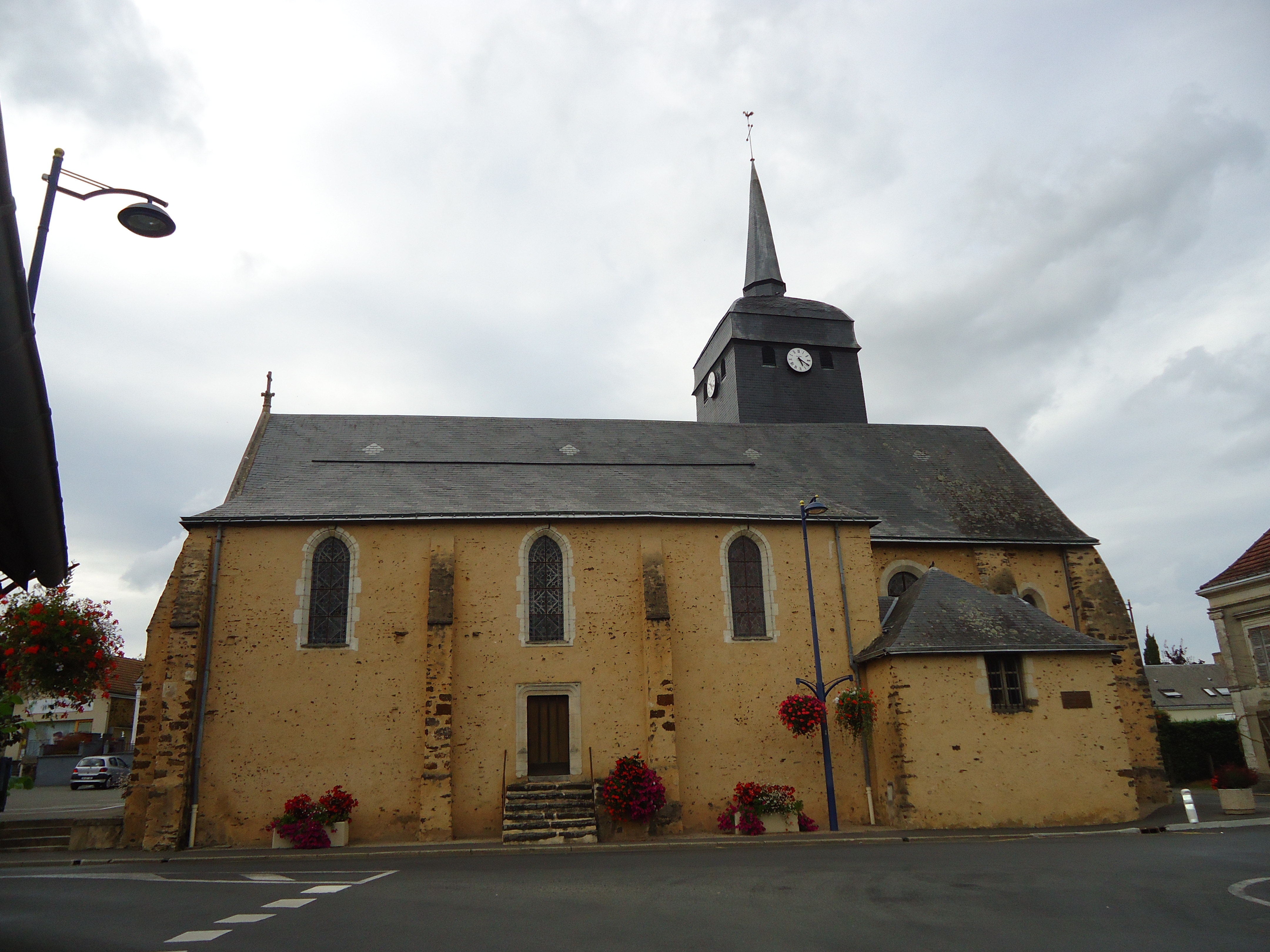
Kirche Saint-Étienne

- Kirche Saint-Étienne aus dem 11. Jahrhundert, mit dem Interieur Monument historique
- Kapelle Notre-Dame-des-Bois aus dem Jahr 1828
- Mahnmal der Toten der Kriege
- Reste einer Wallburganlage in Vaux

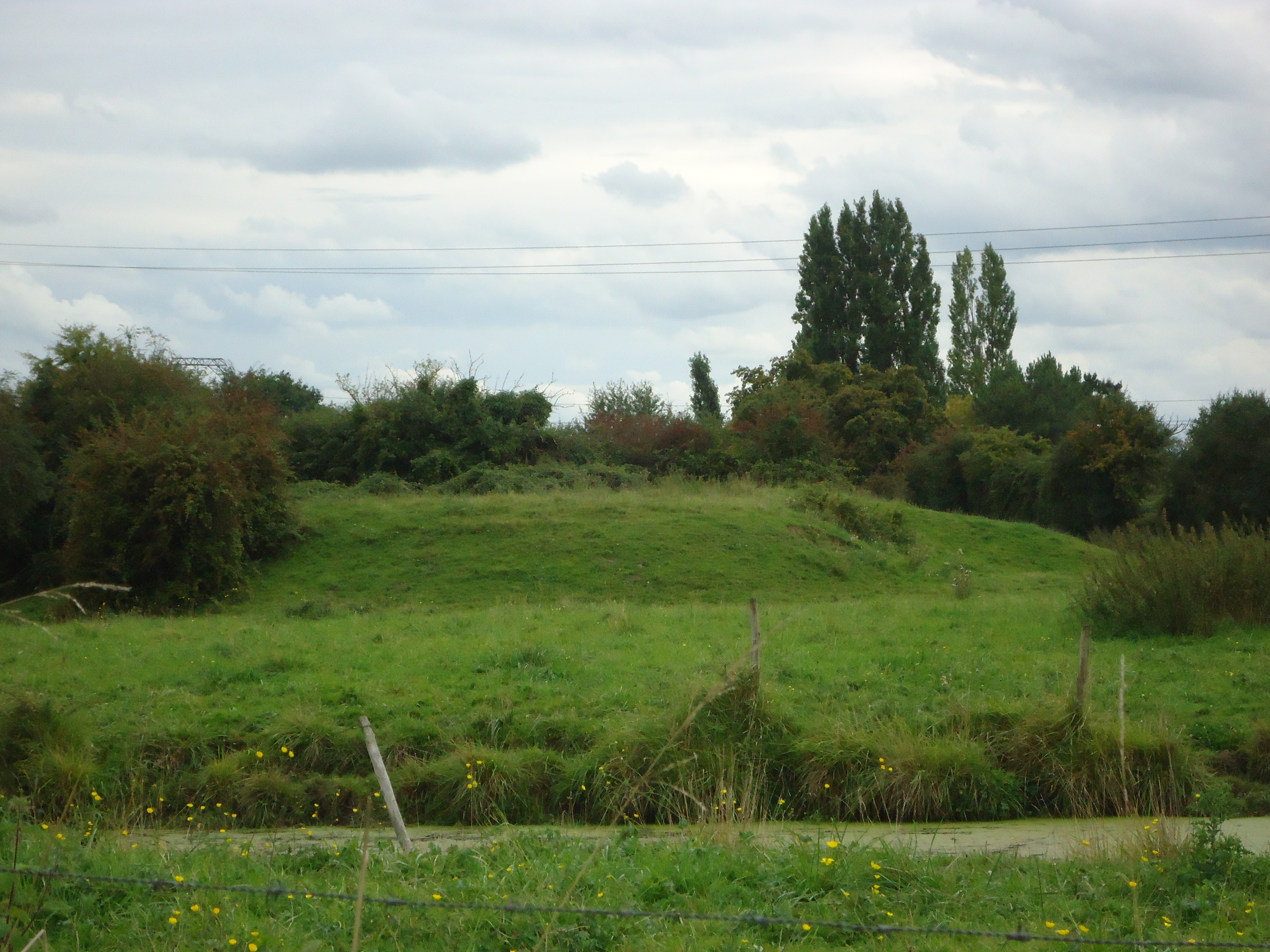
Reste der Wallburganlage (Motte castrale) in Vaux

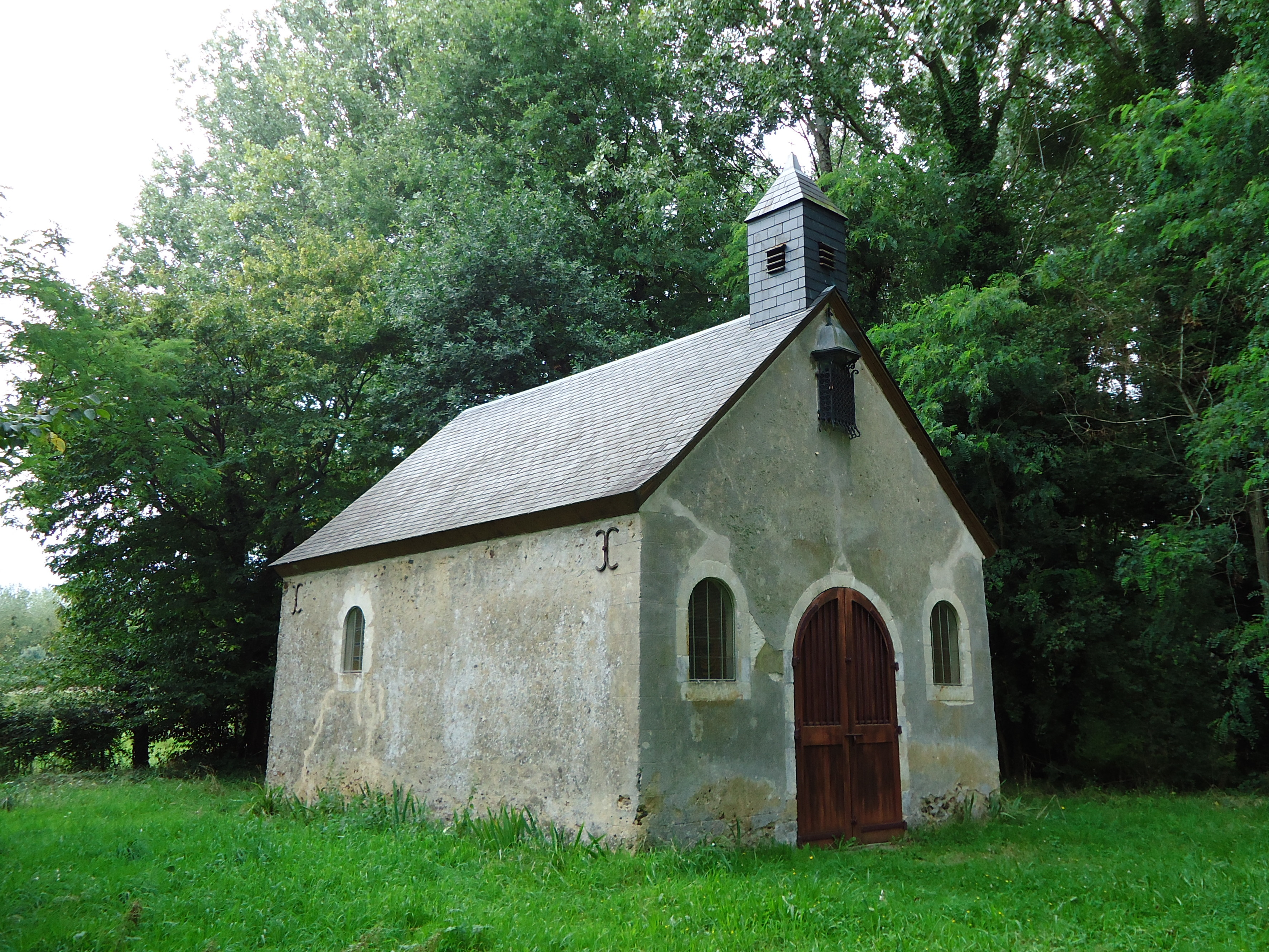
Kapelle Notre-Dame-des-Bois

- Reste eines Römerlagers
- Schloss La Gourdinière
- Schloss La Beaussonière
- Schloss Hattonières

## Gemeindepartnerschaften
Mit der britischen Gemeinde Welton in Lincolnshire (England) besteht seit 1974 eine Gemeindepartnerschaft.